# Star Twinkle PreCure-afsnit
Star☆Twinkle PreCure (スター☆トゥインクルプリキュア Sutaa☆Tuinkuru Purikyua) er den sekstende animeserie i Izumi Todos Pretty Cure-franchise, der blev produceret af Asahi Broadcasting Corporation og animeret af Toei Animation. Serien er på 49 afsnit, der blev sendt i Japan fra 3. februar 2019, hvor den afløste den femtende serie, Hugtto! PreCure, og indtil 26. januar 2020, hvorefter den blev afløst den syttende serie, Healin' Good PreCure.
Introsangen for alle afsnit er "Kirari☆彡 Star☆Twinkle PreCure" (キラリ☆彡スター☆トゥインクルプリキュア Kirari☆Mi Sutaa☆Tuinkuru Purikyua) af Rie Kitagawa. Slutsangen varierer til gengæld flere gange. I afsnit 1-5 og 9-20 er det "Papepipu☆Romantic" (パぺピプ☆ロマンチック Papepipu☆Romanchikku) af Chihaya Yoshitake. I afsnit 21-34 og 39-49 er det "Please Tell me...! Twinkle!☆" (教えて...! トゥインクル☆ Oshiete...! Tuinkuru!☆), også af Chihaya Yoshitake. I afsnit 6-8 og filmen PreCure Miracle Universe er det "WINkle! Pretty Cure Miracle Universe☆" (WINくる!プリキュアミラクルユニバース☆ WINkuro! Purikyua Mirakuru Yunibaasu☆) af Rie Kitagawa. Og i afsnit 35-38 er det "Twinkle Stars" af de fem Pretty Cure Cure Star (Eimi Naruse), Cure Milky (Konomi Kohara), Cure Soleil (Kiyono Yasuno), Cure Selene (Mikako Komatsu) og Cure Cosmo (Sumire Uesaka). Sidstnævnte sang benyttes også i filmen Star Twinkle PreCure the Movie: These Feelings Within The Song of Stars, men her fremføres den af Rina Chinen. I den egentlige serie synger Sumire Uesaka som Cure Cosmo "Cosmic☆Mystery☆Girl" (コズミック☆ミステリー☆ガール Cozumikku☆Misuterii☆Gaaru) i afsnit 15, 23 og 24.

## Afsnit
| # | Titel | Sendt første gang  |
| --- | --- | ------------------ |
| | |                    |
| 1 | "Glitterific~☆ Shining in Space, Cure Star is Born!" "Kirayaba~☆ Uchuu ni Kagayaku Kyua Sutaa Tanjou!" (キラやば～☆宇宙に輝くキュアスター誕生！)                                      | 3. februar 2019    |
| En nat da Hikaru Hoshina tegner et mærkeligt stjernebillede, hun har set på himlen, kommer en mystisk fe, som hun kalder Fuwa, ud af hendes notesbog. Næste dag støder Hikaru på to rumvæsener, Lala og Prunce, der er kommer til Jorden gennem en portal, som Fuwa har skabt. De fortæller at de leder efter den legendariske Pretty Cure. De bliver snart fulgt af Kappard fra de onde Notraiders, som er efter Fuwa. Lala og Prunce stikker af ud i rummet med Hikaru og Fuwa på slæb. Da Lalas raket bliver beskadiget og Fuwa trukket ud i rummet, skynder Hikaru sig for at redde Fuwa. Fuwa forvandler notesbogen til Twinkle Book og giver Hikaru Star Color Pendant og Star Color Pen, der forvandler hende til Cure Star. Efter at det lykkes Hikaru at slå Kappard tilbage, giver Fuwa Lala evnen til at kommunikere med Hikaru. Imidlertid styrter Lalas raket pludselig ned på Jorden igen. | |                    |
| 2 | "A Friend From Space ☆ Cure Milky is Born!" "Uchuu Kara no Otomodachi ☆ Kyua Mirukii Tanjou!" (宇宙からのオトモダチ☆キュアミルキー誕生！)                                             | 10. februar 2019   |
| Mens Lala prøver at reparere sin raket, tager Hikaru de andre med hjem, idet hun prøver at holde dem hemmelige for sin familie. Næste dag fortæller Prunce om, hvordan de tolv stjerneprinsesser, der beskyttede universet, blev spredt, efter at Notraiders angreb deres planet. Det førte til, at Prunce og Fuwa måtte lede efter Pretty Cure. Da Lala beklager sig over, at Hikaru blev en Pretty Cure i stedet for hende, bliver gruppen angrebet af Kappard og hans Notraider-tropper. Hikaru opmuntrer Lala til ikke at lade data diktere hvem hun er, så hun får kræfter af Fuwa til at forvandle sig til Cure Milky og drive Kappard tilbage. Bagefter begynder et kompas på Hikarus Star Color Pendant at afgive en mærkelig lyd. | |                    |
| 3 | "The PreCures are Disbanding!? Search for the Power of the Star Princesses☆" "Purikyua Kaisan!? Sutaa Purinsesu no Chikara o Sagase☆" (プリキュア解散！？スタープリンセスの力を探せ☆) | 17. februar 2019   |
| Prunce finder ud af, at lyden fra Star Color Pendant har med stjerneprinsesserne at gøre. Da Hikaru vil finde ud, hvor lyden fører hen, støder hun sammen med Lala, der vil vente på, at hendes dataanalyse er færdig. Elena Amamiya, der er en populær blomsterhandler på Hikarus skole, giver Hikaru og Lala nogle råd, så de lærer at stoppe med at skændes og i stedet lytte ordentligt til hinanden. Mens pigerne finder ud af, hvorfor vedhænget fungerer som en radar, støder de på en Star Color Pendant, men den bliver taget af en anden Notraider-leder, Tenjo. Tenjo forsvarer sig selv med sine notray-tropper, men Hikaru gør brug af Lalas hjælp til at trænge gennem Tenjos forsvar og genvinde Taurus Princess Star Color Pen. Fuwa bruger pennens kraft til at genoplive Tyren-stjerneprinsessen, der tilskynder pigerne til at få fat i de andre penne for at redde universet. | |                    |
| 4 | "Ciao! A Shining Smile ☆ Cure Soleil is Born!" "Chao! Kirameku Egao ☆ Kyua Soreiyu Tanjou!" (チャオ！きらめく笑顔☆キュアソレイユ誕生！)                                               | 24. februar 2019   |
| Lala kommer til Hikarus skole, hvor hun ser hvordan alle beundrer Elena for hendes sportsevner. Hikaru og Lala støder kortvarigt på elevrådsformanden Madoka Kaguya, der bemærker at der er noget sært ved dem. Derefter tager Hikaru og Lala hen for at takke Elena i hendes families blomsterbutik, hvor hun tager sig af sine mange søskende. På vej hjem bliver Hikaru og Lala angrebet af Tenjo, der bruger et røgslør til at adskille dem fra hinanden med. Elena bemærker uroen og skynder sig for at beskytte Fuwa, der giver hende evnen til at forvandle sig til Cure Soleil og slå Tenjo tilbage. | |                    |
| 5 | "A Secret Transformation ☆ The Lady is Cure Selene!" "Himitsu no Henshin ☆ Ojou-sama wa Kyua Sereene!" (ヒミツの変身☆お嬢さまはキュアセレーネ！)                                      | 3. marts 2019      |
| Madoka opdager Fuwa men kommer i tvivl om, hvor vidt hun skal fortælle det til sin far Fuyuki, der er chef for Diets Rumforsknings Indsatsstyrke. Mens Hikaru og de andre forsøger at overbevise Madoka om at tie stille, støder de på Tenjou, der angriber med en overvældende styrke at Notreys. Madoka prioriterer sine egne følelser over sin fars ønsker for at beskytte Fuwa og hun får evnen til at forvandle sig til Cure Selene. Efter at Tenjou er blevet slået tilbage, holder Madoka de andres identiteter hemmelige for sin far og sværger at ville kæmpe som en Pretty Cure. | |                    |
| 6 | "Dark Imagination!? The Dark Pen Appears!" "Yami no Imajineeshon!? Daaku Pen Shutsugen!" (闇のイマジネーション！？ダークペン出現！)                                                   | 10. marts 2019     |
| Mens Lala kæmper med at reparere sin raket, tager Hikaru hende med hen til lokale observatorium, hvor en mand ved navn Ryo studerer stjernerne, i håb om at få hende til at tænke på noget andet. Lala forbliver trodsig, mens Ryo viser hende sit planetarium og lærer hende om stjernebilleder og forhold. Netop da bruger en anden Notraider-leder ved navn Eyeone kraften fra en Dark Pen til at forvandle Ryos fantasi til et ondt monster kendt som en notrigger. Lala indser betydningen af Ryos ord og stoler på de andre Pretty Cures hjælp for at genvinde Dark Pen og forvandle den til Leo Star Color Pen, så hun kan besejre notriggeren, redde Ryo og genoplive Løven-stjerneprinsessen. Bagefter beder Lala alle om hjælp til at reparere sin raket med. | |                    |
| 7 | "So Exciting! The Great Rocket Repair Operation☆" "Wakuwaku! Roketto Shuuri Daisakusen☆" (ワクワク！ロケット修理大作戦☆)                                                              | 17. marts 2019     |
| Mens pigerne begynder at reparere raketten med de opgaver, de har fået af rakettens AI, kommer Hikaru med en ide til, hvordan raketten kan se flottere ud. Lala bliver fascineret af Hikarus design, så hun går imod AI's fastlagte plan og arbejder sammen med de andre om at dekorere raketten. AI bemærker hvor glad disse unødvendige handlinger gør Lala. Tenjou dukker op og sender hendes notrays afsted for at ødelægge raketten, men det lykkes for Pretty Cure at beskytte den og slå hende tilbage. Da raketten er færdig, tager pigerne ud i rummet for at lede efter den næste Princess Star Color Pen. | |                    |
| 8 | "Off to Space We Go ☆ Planet Kennel is Woofderful!" "Uchuu e Go ☆ Kenneru Sei wa Wandafuru!" (宇宙へGO☆ケンネル星はワンダフル！)                                                      | 24. marts 2019     |
| Pigerne ankommer til planeten Kennel, hvor de møder de tre hundelignende rumvæsener Doggy, Maggy og Neggy. De opdager at Vægtens Star Color Pen bliver behandlet som en hellig skat af Doggys folk, hvilket får Elena og Prunce til at skændes om, hvor vidt de skal tage den fra dem. Da Kappard ankommer for at tage pennen til sig selv, prioriterer Prunce Elenas sikkerhed over alt andet. Prunce bruger derfor en trylledrik, der får pels til at vokse, til at beskytte Doggys gruppe, mens de genvinder pennen, så Elena kan besejre Kappard. Bagefter har planetens ældste sikret planetens virkelige skat og tillader, at pennen følger med pigerne, der genopliver Vægten-stjerneprinsessen. | |                    |
| 9 | "Rings of Friendship! Star Donuts☆" "Yuujou no Ringu! Sutaa Doonatsu☆" (友情のリング！スタードーナツ☆)                                                                                | 31. marts 2019     |
| Madoka er bekymret over, at hendes far at tæt på at opdage Pretty Cure, og bliver stresset over at skulle opretholde det perfekte indtryk af sig, så hun begynder at lave fejl. Hikaru og Lala bemærker hendes bekymringer og tager hende med til butiksområdet for at prøve Star Donuts for første gang. Netop da angriber Eyeone den rivaliserende klassekammerat Sakurako Himenojo for at hidkalde en notrigger. Madoka støtter de andre Pretty Cure og får fat på Capricorn Star Color Pen, så hun kan redde Sakurako og genoplive Stenbukken-stjerneprinsessen. | |                    |
| 10 | "Sparkling ☆ Welcome to Planet Kumarin!" "Kirakkira ☆ Wakusei Kumarin e Youkoso!" (キラッキラ☆惑星クマリンへようこそ！)                                                               | 7. april 2019      |
| Efter at Ryo har fortalt om Sydkorset, beslutter Hikaru sig for at lede efter det. Men det ender med, at alle bliver opmærksom på en anden Star Color Pen på planeten Kumarin, hvor tyngdekraften er det dobbelte af den på Jorden. Pigerne bliver ledt af den lokale Kumu, men de bliver snart konfronteret af Kappard, Tenjou og Eyeone, der er blevet forstærket af deres leder Darknest. Pigerne bliver overvældet af deres modstanderes nye styrke og mister både den nye Star Color Pen og Taurus Pen. Fuwa og de andre hjælper dem med et tilbagetog til Jorden, hvor de lander i nærheden af, hvor Madokas far Fuyuki leder. | |                    |
| 11 | "Shine ☆ The Power of the Southern Cross!" "Kagayake ☆ Sazan Kurosu no Chikara!" (輝け☆サザンクロスの力！)                                                                            | 14. april 2019     |
| Gruppen flygter fra Fuyukis hold til observatoriet, hvor de bliver opdaget af Ryo, der imidlertid skjuler dem og lover at holde Lala og de andre hemmelige. Ryo trøster Hikaru, der giver sig selv skylden for hvad der skete. Imens bruger Eyeone Taurus pen til at forvandle sig selv, Kappard og Tenjou til en notrigger, der angriber Fuyuki. Da Hikaru har det svært mod noriggeren, bliver hun opmuntret af de andre. Det gør det muligt for dem at kalde på kraften fra Twinkle Sticks, så de kan besejre notriggeren og genvinde Taurus pen. Efter at Notraiders er sluppet væk, bliver gruppen konfronteret af Fuyuki men bliver så kontaktet af en mand med et kamera. | |                    |
| 12 | "Farewell, Lala!? The Film Director is an Alien☆" "Sayonara Rara!? Eiga Kantoku wa Uchuujin☆" (さよならララ！？映画監督は宇宙人☆)                                                     | 21. april 2019     |
| Manden viser sig at være filminstruktøren P.P. Abraham, der fortæller Fuyuki, at det hele er en del af en film. Han ender dog faktisk med at optage den, da Hikaru og de andre forsøger at bakke ham op. Abrahams afslører at han er et forklædt rumvæsen men siger, at Lala og de andre vil blive sendt hjem for at bryde rumlove. Hikaru sværger imidlertid at ville gøre hans film til en succes mod at lade dem blive. Pigerne har svært ved at følge manuskriptet til at begynde med, men Hikaru og Lalas ærlige følelser om ikke at ville skilles rører alligevel Abraham. Netop da bruger Eyeone en Dark Pen mod Abraham for at hidkalde en notrigger, men det lykkes for Pretty Cure at besejre den. Abraham bliver rørt af Hikarus venskab og tillader, at Lala bliver på Jorden, idet han giver hende det jordiske navn Lala Hagoromo. | |                    |
| 13 | "Lala's Heart-Pounding First Day at School☆" "Rara no Dokidoki Hatsutoukou☆" (ララのドキドキ初登校☆)                                                                                  | 28. april 2019     |
| Lala begynder på Hikarus skole, hvor hun har svært ved alle de ting, som hun ikke kan lære uden en AI. Hun bliver bekymret over, at hendes opførsel og måde at tale på kan få hendes klassekammerater til at tro, at hun og hendes venner er mærkelige. Næste dag tager hun derfor sin AI med for at prøve at passe bedre ind. Hikaru og de andre opdager hurtigt, at Lala ikke har det godt på den måde, så de tager hende med hen i skolen på en fridag for at minde hende om at være sig selv. Pludselig angriber Kappard en af Lalas klassekammerater for at oplade sit våben, men det lykkes for Pretty Cure at slå ham og beskytte skolen. Bagefter lykkes det for Lala at blive venner med sine klassekammerater bare ved at være den hun er. | |                    |
| 14 | "The Smile Party! The Family's Sonrisa☆" "Egao de Paati! Kazoku no Sonrissa☆" (笑顔 de パーティ！家族のソンリッサ☆)                                                                   | 5. maj 2019        |
| Pigerne besøger Elenas hjem, hvor de bliver introduceret til hendes familie, hører om deres mexicanske baggrund og om deres kærlighed til sang og dans. Men Elenas bror Touma bliver sur og stikker af næste dag, fordi han synes, at hans familie er mærkelig. Lala indhenter Touma og lærer ham, at forskellige kulturers måder at være på ikke er mærkelige som sådan. Netop da dukker Tenjou, der har fået fat på Scorpio Star Color Pen, op og forvandler Touma til en gigantisk notray. Elena giver udtryk for sin kærlighed til sin familie trods dens særhed, og det lykkes for hende at genvinde Scorpio pen, redde Touma og genoplive Skorpionen-stjerneprinsessen. | |                    |
| 15 | "The Treasure Scramble! The Space Phantom Thief is Coming☆" "Otakara Soudatsu! Uchuu Kaitou Sanjou☆" (お宝争奪！宇宙怪盗参上☆)                                                        | 12. maj 2019       |
| Pigernes jagt på Sagittarius Star Color Pen fører dem til en auktion på planeten Zenny, hvor det lykkes dem at komme med takket være en invitation fra rumidolet Mao. Da pennen bliver udbudt på auktionen, bruger Madoka donuts, som Pruns har taget med, som betaling for at kunne vinde den. Men pennen bliver stjålet af Mao, som viser sig i virkeligheden at være rumtyven Blue Cat. Da Eyeone dukker op med endnu en notrigger, beslutter Blue Cat sig for at give pennen til Madoka, så Pretty Cure kan besejre den og genoplive Skytten-stjerneprinsessen. | |                    |
| 16 | "Aim For the Championship ☆ Madoka's One Arrow!" "Mezase Yuushou ☆ Madoka no Ichiya!" (目指せ優勝☆まどかの一矢！)                                                                     | 19. maj 2019       |
| Madoka deltager i finalen i den nationale bueskydningsturnering, hvor hun er fast besluttet på at vinde for sin fars skyld. Men hun bliver presset af rivalen Yumika Nasu, der hævder at hun er blevet svag af at tilbringe tid sammen med sine venner. Hikaru og de andre vil hjælpe hende, så de laver Fortune Capsule-amuletter for at opmuntre hende. Netop da bliver Yumika, der faktisk følte sig ensom, forvandlet til en notrigger af Eyeone, men det lykkes for Pretty Cure at besejre den og redde hende. Bagefter gør støtten fra hendes venner det muligt for Madoka at slå Yumika og vinde turneringen. | |                    |
| 17 | "Enemy? Friend? The Thing Blue Cat is Looking For☆" "Teki? Mikata? Buruu Kyatto no Sagashi Mono☆" (敵？味方？ブルーキャットの探しモノ☆)                                               | 26. maj 2019       |
| Pigerne vender tilbage til planeten Zenny for at få fat på Virgo Color Pen. De støder imidlertid på Blue Cat, der har planer om at røve den rige Dramus' hus, hvor pennen er. Pigerne arbejder sammen med Blue Cat, mens Dramus leder dem i flere fælder i sit hus for at kunne tage de andre penne. Men Blue Cats intellektuelle natur hjælper dem til at nå hans skatkammer. Da Blue Cat bliver betaget af skattene fra planeten Rainbow, forsøger Dramus at ødelægge dem, men Pretty Cure vil beskytte dem. Pludselig dukker Kappard op og forsøger at stjæle pennen ved at angribe Dramus for at kunne oplade sit våben. Men Blue Cat distraherer ham, så Pretty Cure kan besejre ham. Den taknemmelige Dramus lader Pretty Cure få pennen om de genopliver Jomfruen-stjerneprinsessen. Men hvad de ikke ved er, at Blue Cat har sine egne planer for Star Color Pens. | |                    |
| 18 | "Grasp the New Serial ☆ My Mom's Manga Way!" "Tsukame Shin Rensai ☆ Okaa-san no Manga Michi!" (つかめ新連載☆お母さんのまんが道！)                                                     | 2. juni 2019       |
| Hikarus mor Terumi, der arbejder som mangaka, bliver valgt til at tegne en one-shot til et magasin med håb om, at den kan blive til en serie. Hikaru og de andre beslutter sig for at hjælpe Terumi som assistenter. Terumis redaktør presser hende imidlertid til at lave en kærlighedshistorie i fornemmelse af, at science fiction og fantasy, som hun er bedst til, ikke vil sælge. Det lykkes for Terumi at færdiggøre sin one-shot til tiden, men hun bliver nedtrykt, da udgiveren tager dårligt imod den. Det fører til, at hun bliver angrebet af Tenjou og forvandlet til en notray. Hikaru mindes de fantasy-mangaer, Terumi tegnede for hendes som barn, redder hende og opmuntrer hende til at gå efter en serie med en fantasy-historie. Imens har Blue Cat fået fat på en Star Color Pen. | |                    |
| 19 | "To the Rainbow Planet ☆ Blue Cat's Secret!" "Niji no Hoshi e ☆ Buruu Kyatto no Himitsu!" (虹の星へ☆ブルーキャットのヒミツ！)                                                         | 9. juni 2019       |
| Pigerne ankommer til planeten Rainbow, hvor de opdager, at de katteagtige indbyggerne er forstenede. Pigerne finder en skjult passage og støder på Blue Cats samlinger af skatte, hvor en Star Color Pen venter. De bliver imidlertid snart fulgt af Eyeone, der afslører at hun forvandlede indbyggerne til sten, mens hun eksperimenterede med Aries Dark Pen. Det lykkes for Eyeone at fange Fuwa i den efterfølgende kamp, men Fuwa synes, at Eyeones butler Bakenyan har en bekendt lugt. Bakenyan afslører så, at han er Blue Cat i forklædning. Tyven er en indbygger fra Rainbow, der har infiltreret Notraiders for at stjæle Star Color Pens fra dem. Den frustrerede Eyeone bruger en Dark Pen til at forvandle en af de forstenede indbyggere til en notrigger. Det får Lala til at regne ud, at de stadig har hjerter og kan gøres normale igen. Imens bruger Blue Cat en lysgranat for at forhindre Eyeone i at stjæle Gemini Star Color Pen. Pretty Cure besejrer notriggeren, genopliver Tvillingerne-stjerneprinsesserne og tilbyder at hjælpe Blue Cat. Men hun tror ikke, at de er i stand til det, og bruger en røgpen til at slippe væk med Fuwa og Pretty Cures Star Color Pens, som hun tror kan hjælpe med at genskabe hendes ødelagte verden. | |                    |
| 20 | "Shining in the Galaxy ☆ Cure Cosmo is Born!" "Ginga ni Hikaru ☆ Kyua Kosumo Tanjou!" (銀河に光る☆キュアコスモ誕生！)                                                                 | 23. juni 2019      |
| Pretty Cure indhenter Blue Cat, der afslører sin sande form som en catgirl. Hun fortæller hvordan hun har fundet ud af, at stjerneprinsessernes kraft sammen med Fuwa vil frigøre et stor kraft, som hun vil bruge til at genskabe sit folk med. Men netop da bliver de angrebet af en hævngerrig Eyeone, der har forvandlet sig selv til en notrigger. Blue Cat ser hvordan Pretty Cure risikerer deres egne liv for at beskytte, selv efter alt det hun har gjort. Hendes ønske om redde dem giver hende så kraften til at blive til Cure Cosmo. | |                    |
| 21 | "The Rainbow-Colored Spectrum ☆ Cure Cosmo's Power!" "Niji-iro no Supekutoru ☆ Kyua Kosumo no Chikara!" (虹色のスペクトル☆キュアコスモの力！)                                         | 30. juni 2019      |
| Hikaru bliver klar over, at Eyeone lider under, at Darknest stjæler hendes bevidsthed. Hikaru genvinder så Aries Pen fra Kappard, men hun er stadig ikke stærk nok til at besejre notriggeren. Men Cure Cosmo er i stand til at bruge Rainbow Perfume og pennens krafter til at besejre notriggeren og redde Eyeone. Efter at Vædderen-stjerneprinsessen er blevet genoplivet, tager Blue Cat, der nu går under sit rigtige navn Yuni, tilbage til Jorden med de andre for at deltage i deres søgen efter Princess Star Color Pens. | |                    |
| 22 | "Welcome Back, Dad! The Hoshina Family's Tanabata☆" "Okaeri, Otou-san! Hoshina Ke no Tanabata☆" (おかえり、お父さん！星奈家の七夕☆)                                                   | 7. juli 2019       |
| Til tanabata, der også er Lalas fødselsdag, vender Hikarus far Yoichi hjem fra sine undersøgelser efter rumvæsener og kryptozoologiske væsener i udlandet. Da familien forbereder en barbecuefest for at fejre alle tre dele, fortæller Hikaru hvordan hun opmuntrede Yoichi til at tage til udlandet og forfølger sine drømme til ærgrelse for hans far Harukichi, der følte at han bare efterlod sin familie. Harukichi beskylder sig selv for ikke at have opdraget Yoichi ordenligt, men netop da bliver Harukichi forvandlet til en notrei af Tenjou men bliver reddet af Yuni. Bagefter lykkes det for Yoichi og Harukichi at lappe på deres forhold, før de fejrer tanabata med deres familie. | |                    |
| 23 | "Lots of Fuwas!? The Fuwa ☆ Panic!" "Fuwa ga Ippai!? Fuwa ☆ Panikku!" (フワがいっぱい！？フワ☆パニック！)                                                                             | 14. juli 2019      |
| Efter at have spist en af Yunis småkager, får Fuwa hikke, der får hende til at skabe flere kopier af sig selv, og som kun forsvinder, når de bliver fodret. Mens pigerne prøver at holde kopierne skjulte, hjælper Elena Yuni med at jagte den rigtige Fuwa og forsikrer hende, at hun ikke behøver at tage alt ansvaret på sig. Kappard fanger den rigtige Fuwa og bruger energi stjålet fra kopierne til at oplade sit våben med. Yuni lærer at stole på sine holdkammeraters hjælp, og det lykkes for hende at redde Fuwa og besejre Kappard. Bagefter finder de ud af, at chokket fra at blive kidnappet har kureret Fuwa for hendes hikke. | |                    |
| 24 | "Melting Hearts! The Concert on Planet Icesnow☆" "Kokoro Tokasu! Aisunou Sei no Ensoukai☆" (ココロ溶かす！アイスノー星の演奏会☆)                                                      | 21. juli 2019      |
| Madoka beklager sig over at have vundet en klaverkoncert, som hun føler, at en anden burde have vundet. Pigerne tager til planeten Icesnow, hvor de opdager, at et snemand-rumvæsen ved navn Yukio bruger Aquarius Princess Star Color Pen som en ekstra næse. Da pigerne lærer, at Yukio vil lave ting, der kan få ispigen Iruma til at smile, viser de ham sjove ting, der kan laves med is og sne. Madoka har svært ved at få Iruma til at smile af en musikalsk forestilling på istapper, men Yuni supplerer med sin sang, hvilket får Madoka til at indse, at hun skal have det sjovt med at spille. Netop da forvandler Tenjou Iruma til en noray, hvilket får Yukio til at give Aquarius pen til Madoka, så hun og Yuni kan redde hende. Efter at vandmanden-stjerneprinsessen er blevet genoplivet, begynder Iruma endeligt at le og afslører, at hun havde prøvet ikke at le, fordi hun troede, at det vil være ondt mod Yukio. | |                    |
| 25 | "The Whole Starry Sky Festival ☆ Yuni's Memories" "Manten no Hoshi Matsuri ☆ Yuni no Omoide" (満天の星まつり☆ユニの思い出)                                                            | 28. juli 2019      |
| Pigerne tager Yuni med til en sommerfestival, men hun er tilbageholdende med at have det sjovt. Lala får fat i hende og fortæller, hvordan hun har haft det sjovt med at være sammen med Hikaru og de andre. Yuni er dog ikke meget for at prioriterer venskab over sin mission. Yuni bliver så konfronteret af Tenjou, der bruger en multiplicerende notray til at fange Yuni og bruge hende som gidsel mod de andre med. Men det lykkes for Pretty Cure at arbejde sammen med Yuni om at redde hende og besejre notrayen. Da pigerne bagefter overvære fyrværkeriet sammen, modtager raketten en transmission fra Lalas bror Lolo. | |                    |
| 26 | "The Mysterious Invader!? The Pajama Party of Terror☆" "Nazo no Shinnyuusha!? Kyoufu no Pajama Paati☆" (ナゾの侵入者！？恐怖のパジャマパーティ☆)                                      | 4. august 2019     |
| Da pigerne hører fra Lolo, at der er en Princess Pen på Lalas hjemplanet Saman, begynder de at tage dertil. Men de kan ikke bruge warp-hastighed hele vejen, fordi Fuwa er for træt. Da de bliver nødt til at stoppe for natten, beslutter Hikaru at de alle sammen skal holde en pajamasfest. Mens de lærer hinanden at kende under festen opdager de, at et rumvæsen ved navn Yanyan har sneget sig ombord. Pappard prøver at bruge Yanyans vrede til at oplade sit våben med, men det lykkes for Pretty Cure at besejre ham. Da raketten er for beskadiget til at bruge warp-hastighed, tilbyder Yanyan at tage pigerne med til hendes planet for at reparere den. | |                    |
| 27 | "The Ocean Planet! Become a Mermaid and Swim Swim☆" "Umi no Hoshi! Ningyo ni Natte Suuisui☆" (海の星！人魚になってスーイスイ☆)                                                        | 11. august 2019    |
| Da pigerne ankommer til Yanyans hjemplanet Pururun, får de perler af Yanyan, der gør det muligt for dem at forvandle sig til havfruer og dykke. Men de bliver snart forfulgt af Eyeone, der sværger hævn over Yuni for at snyde hende, og angriber med en robot. Men selvom Yuni bliver rystet af Eyeones ord, så giver Hikaru hende den nødvendige opmuntring til at slå hende. Endelig ankommer pigerne til planetens kerne, hvor de kan få raketten repareret. | |                    |
| 28 | "The Burning Heart! Repairing the Rocket With Flare the Engineer☆" "Moyase Haato! Shokunin Furea to Roketto Shuuri☆" (燃やせハート！職人フレアとロケット修理☆)                        | 18. august 2019    |
| Plasma-rumvæsenet og ingeniøren Flare beder Elena og Madoka om at arbejde med blæsebælg for at puste til ilden til reparationen af raketten, men de kan ikke holde til det. Da Elena og Madoka hører om, hvordan Flare forlod sin planet for at tage til Pururun, kommer de til at tale om, hvor meget de missunder hinanden, og får et nyt syn på sig selv. Så dukker Kappard op for at angribe Flares fabrik, men det lykkes for Elena og Madoka at overvinde deres egne begrænsninger og slå ham tilbage. Pigerne er fyldt med ny motivation, og det lykkes for dem at hjælpe Flare med at reparere raketten, så de kan fortsætte til Saman. | |                    |
| 29 | "I'm Home -lun ☆ The Planet Saman's Melancholy" "Tadaima -run ☆ Wakusei Samaan no Yuuutsu" (ただいまルン☆惑星サマーンのユウウツ)                                                      | 25. august 2019    |
| Pigerne ankommer til planeten Saman, der påvirkes af AI i stor grad, og møder Lalas familie, herunder hendes tvillingbror Lolo. Da Space Alliance giver Lolo ordre om at finde en Princess Star Color Pen, siger han, at alliancen er interesseret i at arbejde sammen med Pretty Cure. Det får Lala til at føle sig i tvivl om, hvor vidt hun skal give en ordentligt rapport om, hvad de har lavet. Madoka sympatiserer med hende og spørger hende, hvad hun ønsker at gøre. Netop da forsøger Tenjou at stjæle Star Color Pen ved at forvandle den ledende videnskabsperson Kuku til en notray. Men selvom det lykkes for Pretty Cure at besejre notray, antager Kuku, at Lala prøver at stjæle pennen, og udsteder en arrestordre på hende og hendes venner. | |                    |
| 30 | "Lala's Thoughts and AI's Feelings☆" "Rara no Omoi to Eiai no Kimochi☆" (ララの想いとAIのキモチ☆)                                                                                     | 1. september 2019  |
| Eyeone benytter sig af forvirringen til at hacke sig ind i Samans moder-AI og tage kontrol over alle AI-indretninger på planeten for at lokke Pretty Cure frem og fange dem. Men Lalas AI ofrer sig selv for at beskytte pigerne med raketten. Eyeone forsøger at få moderen til at overtage raketten, men det lykkes for Lalas AI at forbindes dens data med moderen for at omgøre hackingen og frigøre Pretty Cure. Lala afslører sin identitet som Pretty Cure for sin familie, bruger pennen Lolo fandt til at slå Tenjou og Eyeone tilbage med og genopliver Krebsen-stjerneprinsessen. Bagefter lykkes det for Lalas AI at vende tilbage med sin personlighed intakt, før pigerne tager til Jorden, uvidende om at Space Alliance følger efter dem. | |                    |
| 31 | "Protect At All Costs! The Last Princess Pen☆" "Mamorinuke! Saigo no Purinsesu no Pen☆" (守り抜け！最後のプリンセスのペン☆)                                                           | 8. september 2019  |
| Topper fra Space Alliance indhenter pigerne, da de kommer tilbage til Jorden, og anmoder om, at Pretty Cure slutter sig til dem, men de afslår af personlige hensyn. Da Topper bemærker Hikarus Twinkle Book, tager han hende med til hans skib for at fortælle om hans fiaskoer og beder hende om at slutte sig til alliancen for at hjælpe ham med at bringe lyset tilbage til galaksen. Netop da dukker Darknests næstkommanderende Garuouga op for at udfordre Hikaru på Månen med et armbånd, som Darknest har givet ham. Da Garuouga får fat i den sidste Star Color Princess Pen, kommer de andre Pretty Cure Hikaru til hjælp. Men selvom deres angreb ikke ser ud til at påvirke Garuouga, så lykkes det alligevel for Hikaru at genvinde Pisces Star Color Princess Pen og svække Garuougas armbånd, så han må trække sig tilbage. Efter at Fiskene-stjerneprinsessen er blevet genoplivet som den sidste, frembringer kraften fra alle pennene en ny pen, der forvandler Fuwa til en ny enhjørningeform. | |                    |
| 32 | "Overlapping Thoughts ☆ The New Power of Imagination" "Kasanaru Omoi ☆ Arata na Imajineeshon no Chikara" (重なる想い☆新たなイマジネーションの力)                                      | 15. september 2019 |
| Stjerneprinsesserne forklarer at Pretty Cure må fortsætte med at hjælpe Fuwa med at vokse for at genskabe universet. Garuouga dukker endnu en gang op for at prøve at fange Fuwa. Han afslører hvordan han blev afhængig af Darknests kræfter, efter at det mislykkedes for ham at redde hans egen planet. Pretty Cure er fast besluttede på at beskytte Fuwa og bruger den nye Shiny Twinkle Pen til at fremkalde en ny kraft til at ødelægge Garuougas armbånd med. Darknest efterlader så en kryptisk besked om Fuwa. Bagefter fortæller stjerneprinsesserne pigerne, at de må lede efter noget ved navn Twinkle Imagination, for at Fuwa kan nå sin fulde styrke. | |                    |
| 33 | "Fuwa's Determination! The Great Lend a Hand Operation☆" "Fuwa no Ketsui! Otetsudai Daisakusen☆" (フワの決意！お手伝い大作戦☆)                                                        | 22. september 2019 |
| Pigerne har en masse arbejde at gøre, da de vender tilbage til skolen. Imens bliver Fuwa utålmodig af at vente på dem, for hun vil have dem til at lede efter Twinkle Imagination. Efter at de andre kalder hende egoistisk, stikker hun af, men hun støder ind i Kappard, der forvandler Hikarus hund Yeti til et skjold. Mens Hikaru kæmper for at redde Yeti, lykkes det for Fuwa at bruge sin nye forvandlingsevne til at hjælpe hende, så Pretty Cure kan redde Yeti. | |                    |
| 34 | "Connected Feelings ☆ Elena and the Saboten Alien!" "Tsunagaru Kimochi☆ Erena to Saboten Seijin!" (つながるキモチ☆えれなとサボテン星人！)                                             | 29. september 2019 |
| Pigerne bliver mødt af et kaktus-rumvæsen ved navn Saboro, som tilsyneladende er en inspektør fra Space Alliance. Da Saboro ikke bruger sprog, benytter Elena håndbevægelser til at vise rundt i byen. Men Saboro bliver sur, efter at Elena har vist ham sin blomsterbutik, så Elena tror at hun har fornærmet ham. Da Elena bliver klar over, at Saboro bare er en besøgende, leder hun efter ham, blot for at opdage at Tenjou har forvandlet ham til en notray. Elena giver udtryk for sit ønske om at blive ven med Saboro, og det lykkes at holde ham tilbage, så Pretty Cure kan rense ham. Saboro forstår Elenas følelser og skifter form i håb om at få nye venner rundt omkring i galaksen. | |                    |
| 35 | "Hikaru is the Student Council President!? The Glitterific Election Battle☆" "Hikaru ga Seitokaichou!? Kirayaba Senkyo Batoru☆" (ひかるが生徒会長！？キラやば選挙バトル☆)             | 6. oktober 2019    |
| Madoka er ved at nå afslutningen på din periode som elevrådsformand og nominerer Hikaru som sin afløser, men Sakurako stiller op imod hende. Hikaru presser sig selv til at opføre sig som Madoka for at vinde stemmer. Hun finder imidlertid en notesbog, som Sakurako har tabt, med detaljer for de måder, som hun håber på at kunne gøre skolen til et sikrere og mere afslappet sted. Netop da angriber Kappard Sakurako for at oplade sit våben. Men Hikarus ønske om at forstå Sakurako vækker en kraft indeni hende, der gør det muligt for hende at besejre Kappard. Bagefter trækker Hikaru sig fra valget til fordel for Sakurako, som hun tror er bedre egnet til at være sig egen form for formand. | |                    |
| 36 | "Blue Cat Returns! The Rainbow-Colored Heart☆" "Buruu Kyatto Futatabi! Niji-iro no Kokoro☆" (ブルーキャット再び！虹色のココロ☆)                                                       | 13. oktober 2019   |
| Da Yuni finder ud af, at en mafiaboss ved navn Don Octo har en ring fra Rainbow, påtager hun sig endnu en gang sin form som Blue Cat for at prøve at stjæle den til de andres store ærgrelse. Yuni sniger sig ind i Don Octos skjulested og får fat på ringen men kommer op mod en nyudnævnt rumpolitibetjent ved navn Ann, blot for begge at blive fanget af Don Octo. Netop da pigerne redder de to, dukker Tenjou op og forvandler Don Octo til en notray. Med støtte fra både Ann og Pretty Cure lykkes det for Yuni at besejre notrayen og på ærlig vis overbevise Don Octo om at give hende ringen. | |                    |
| 37 | "Winning with UMA! The Halloween Costume Contest☆" "Yuuma de Yuushou! Harouin Kasou Kontesuto☆" (UMAで優勝！ハロウィン仮装コンテスト☆)                                                | 20. oktober 2019   |
| Hikaru og Lala beslutter sig for at deltage i en konkurrence om bedste halloween-kostume sammen med deres i byens butiksområde. De forklæder sig som UMA sammen med Elena og hendes familie, Madoka og Yuni. Imens mindes Kappard den planet han kommer fra men som nu er ødelagt, og han vender sine frustrationer mod Pretty Cure. For ikke at forskrække publikum og lade dem opdage rumvæsener improviserer de en kampscene og skubber fjenden væk for at konfrontere ham. Konkurrencen om bedste kostume bliver til sidst vundet af Hikaru og Lalas klasse, af Elena og hendes familie, af Madoka og Yuni og pudsigt nok også af Kappard. | |                    |
| 38 | "Shining! Yuni's Twinkle Imagination☆" "Kagayake! Yuni no Tuinkuru Imajineeshon☆" (輝け！ユニのトゥインクルイマジネーション☆)                                                         | 27. oktober 2019   |
| Pretty Cure kan ikke finde ud af, hvad og hvor Twinkle Imagination kan være, så de prøver at få hjælp af den berømte spåmand Hakkenyan på planeten Uranine, en gammel bekendt af Yuni der inspirerede hende til at infiltrere Notraiders som Bakenyan. Yuni har travlt og vil finde Twinkle Imagination så hurtigt som muligt, så hun kan gøre sin planet Rainbow normal igen. Men Hakkenyan råder hende til at observere hendes omgivelser. Eyeone sporer signalet fra Princess Star Color Pen til dem og angriber Yuni. Yuni bliver klar over, at hendes bedrag førte til, at Eyeone blev forvist fra Notraiders og det eneste hjem, hun nogensinde havde kendt. Yuni bliver desuden klar over, hvor meget deres smerte over at miste deres respektive hjem minder om hinanden. Hun tilgiver Cure Cosmo Eyeone og vækker sin Twinkle Imagination, som hun bruger til at rense Eyeone og de andre krigere med. Yuni tilbyder Eyeone venskab, og at hun kan leve på Jorden sammen med hende og de andre Pretty Cure, men Eyeone afslår og tager væk. | |                    |
| 39 | "Elena is in a Big Trouble! Teacher Tenjou's Trap!" "Erena Dai Pinchi! Tenjou Sensei no Wana!" (えれな大ピンチ！テンジョウ先生のワナ！)                                               | 10. november 2019  |
| Elenas lærer annoncerer, at der vil afholdt en konkurrence om taler på engelsk, og at Elena er blevet valgt til at repræsentere skolen. Tenjou forklæder sig som en gæstelærer, for at kunne fange Fuwa under dække af at undervise Elena. Men mens hun er sammen med pigerne, begynder hun at mindes ting fra sin hjemplanet. Elena skriver en tale om, hvordan smil kan forbinde folk, men Tenjou forsøger at få hende til at skrive en tale om at føles ensom, hvilket bringer gamle minder frem hos Elena. Næste dag holder Elena en ny tale, hvor hun bruger de oplevelser, hun havde som barn, for at få hendes oprindelige tanker til at fremstå klarere. Elena får klapsalver, men Tenjou undsiger hende offentligt og stikker af. Pretty Cure følger efter hende, og hun afslører sig selv, før hun angriber dem med en notray lavet fra rektoren. Det lykkes imidlertid for Pretty Cure at besejre den. | |                    |
| 40 | "The Identity is Exposed!? The Alien in Class 3, Grade 2☆" "Barechatta!? Ni nen San kumi no Uchuujin☆" (バレちゃった！？2年3組の宇宙人☆)                                              | 17. november 2019  |
| Madokas far Fuyuki modtager et billede af Lala fra det sidste Notraider-angreb og konfronterer hende ved rumskibet. Hikaru, Cosmo og Elena forsvarer hende med hjælp fra Abraham, men Fuyuki tror stadig ikke på dem og sværger at ville finde sandheden. Næste dag begynder alle i skolen at opføre sig underligt omkring Lala. Hikaru konfronterer klassen, og Sakurako fortæller, at Fuyuki har talt med hende om Lala som et rumvæsen, og at flere elever i klassen har oplevet mærkelige ting, når Lala var i nærheden. Lala overhører det og stikker af, men Hikaru finder hende i biblioteket og trøster hende. Så angriber Kappard skolen og prøver at tage klassens forvrængede fantasi, men Lala og Hikaru forsvarer dem, før de er nødt til at forvandle sig sammen med de andre Pretty Cure foran dem alle sammen. Kappard angriber alle, men Lala forsvarer klassen, der begynder at heppe på hende. Deres forvrængede fantasi forsvinder, så Kappard bliver nødt til at tage Fuyukis i stedet. Kappard fortsætter med at kue Lala, men hun bliver klar over, at hun er glad for at være sammen med alle og bare gerne vil være sig selv, hvilket vækker hendes Twinkle Imagination. Lala bruger sin nye kraft til sammen med de andre Pretty Cure at besejre Kappard. Bagefter forsvarer hele klassen Lala mod Fuyukis beskyldninger og accepterer hende, som den hun er. | |                    |
| 41 | "Moon, Shining ☆ Madoka's One Step!" "Tsuki yo Kagayake ☆ Madoka no Ippo!" (月よ輝け☆まどかの一歩！)                                                                                  | 24. november 2019  |
| Madoka afholder en forsamling for at overdrage posten som elevrådsformand til Sakurako officielt. Senere får hun at vide af Fuyuki, at hun skal studere i London, når hun er færdig med mellemskolen. Da hun spiser donuts med Hikaru og de andre næste dag, fortæller hun Elena om sine bekymringer. Madoka føler at hendes øgenavn som Månen måske passer bedre end de tror, fordi hun er afhængig af andre for at skinne. Men Elena fortæller Madoka, at hun kunne skinne selv, hvis hun virkelig ville det. Så dukker Garuouga pludselig op og bruger Darknests kraftforstærker til at overvælde Pretty Cure. Han siger at Madoka skal overgive sig, ligesom han opgav alt for at opnå sin kraft. Men Madoka bliver klar over, at hun kan beslutte ting på egen hånd, og at hun ikke behøver hjælp fra andre til at skinne, så hun vækker sin Twinkle Imagination. Med hendes nye kraft lykkes det for Madoka og de andre Pretty Cure at besejre Garuouga. Senere fortæller Madoka sin far, at hun ikke har besluttet, om hun vil studere i udlandet endnu, men at hun vil beslutte det selv sammen med Hikaru og de andre. | |                    |
| 42 | "Bewilderment of Smile, Elena's Bewilderment." "Egao no Mayoi, Erena no Mayoi." (笑顔の迷い、えれなの迷い。)                                                                          | 1. december 2019   |
| Madoka fortæller Hikaru og de andre om sit valg om at beslutte ting selv, før hun snakker med Elena om dennes fremtid. Elena fortæller at hun vil hjælpe sin familie ved at gå på et lokalt gymnasium. Næste dag er Elena til forældre-lærer-møde på skolen med sin mor, men da Elena ikke er synderligt ikke interesseret i, hvad hun vil, bliver hendes mor bekymret. Da Madoka senere taler med Elena, fornemmer hun, at det er noget galt, og vil gerne gøre gengæld for Elenas hjælp til at beslutte hendes egen drøm. Elena indrømmer, at hun er usikker på sin fremtid, men Madoka opmuntrer hende til at tænke over det. Tenjou dukker op og forvandler Elenas mor til et notray, hvilket får Elena til at indse, at hendes mor har bemærket, at hun ikke smiler rigtigt. Elena bliver nedtrykt og bliver slået af notrayen, men de andre Pretty Cure opmuntrer hende tilstrækkeligt til at besejre den. Men efter Elenas mening er det en bittersød sejr. | |                    |
| 43 | "Feelings to Smile ☆ Tenjou vs. Elena!" "Egao e no Omoi ☆ Tenjou tai Erena!" (笑顔への想い☆テンジョウVSえれな！)                                                                      | 8. december 2019   |
| Pretty Cure hører fra Starscape Alliance, at planeten Guten måske kan skaffe dem den teknologi, de har brug for til at kunne lokalisere Notraiders planet. Da pigerne ankommer til Guten og ser dens langnæsede indbyggere, bliver de klar over, at det er Tanjous hjemverden. De opdager også, at Gutens indbyggere er stolte af deres lange næser, mens de ser ned på dem med korte næser. Elena bliver adskilt fra de andre, mens de er på sightseeing, og bliver angrebet af Tenjou, før de andre kommer hende til hjælp. Hikaru slår Tenjous maske af, så det viser sig, at hun har en lille næse. Det var hendes folks ringeagt, der fik hende til at slutte sig til Notraiders. Tenjou forvandler sig selv til en notray og besejrer de andre Pretty Cure, før hun angriber Elena. Elena begynder at forstå Tenjou, og hendes ønske om at få hende og alle andre til at smile vækker hendes Twinkle Imagination. Efter at det lykkes for Pretty Cure at besejre Tenjou, tager hun væk på trods af Elenas forsøg på at forliges med hende. Derhjemme giver Elena udtryk for sine følelser til sin mor og beslutter sig for at blive en oversætter. | |                    |
| 44 | "Surpr～ise ☆ The Santa Claus is an Alien!?" "Sapura~izu ☆ Santa-san wa Uchuujin!?" (サプラ～イズ☆サンタさんは宇宙人！？)                                                             | 15. december 2019  |
| Abraham kontakter Pretty Cure om et rumskib, der er styrtet ned i nærheden, og beder dem om at hjælpe med redningsaktionen. Ved nedstyrtningsstedet tror Hikaru til at begynde med, at rumvæsenet er julemanden, men Yuni fortæller hende, at det i virkeligheden er Santanian, der nyder at overraske folk med gaver. Santanian er kommet til Jorden for at give børn gaver, men desværre er leveringsrobotten blevet beskadiget ved styrtet, så Pretty Cure tilbyder at hjælpe i stedet. Med Fuwas evne til at warpe bliver gaverne leveret til tiden, så Pretty Cure kan slappe af, mens de flyver over himlen. Elena fortæller de andre om sin beslutning om at blive en oversætter, og så begynder de alle at diskutere, hvad de vil være i fremtiden. Pludselig bliver de angrebet af Darknest, der forsøger at tage Fuwa. Pretty Cure besejrer ham men bare for at opdage, at det i virkeligheden var en notraider forklædt i rustning. Næste morgen vågner alle børnene op til deres gaver, og Pretty Cure siger farvel til Santanian. | |                    |
| 45 | "The Twinkling Star ☆ Hikaru's Imagination!" "Kagayaku Kirakira Boshi ☆ Hikaru no Imajineeshon!" (輝くキラキラ星☆ひかるのイマジネーション！)                                          | 22. december 2019  |
| Hikaru tænker på, hvordan hun kan vække sin Twinkle Imagination, nu hvor hun er den eneste Pretty Cure, der mangler at gøre det. En dag hvor hun går i regnen sammen med Lala, møder de deres klassekammerater, der alle begynder at spørge Lala om hendes hjemplanet og raketten. Hikaru bruger det som en undskyldning for at gå for sig selv. Hun kommer hen til observatoriet og taler med Ryo. Hun indrømmer at hun har følt sig uligevægtig på det sidste, fordi alle hendes venner ser ud til at rykke frem uden hende. Ryo fortæller Hikaru, at det normalt at føles sådan. Han fortæller hende så om stjernen Deneb i stjernebilledet Svanen, og at den engang vil blive til Nordstjernen, men at den vil fortsætte med at lyse som hidtil. Hikaru vender hjem men bliver konfronteret af Kappard, der bruger sin forskruede fantasi til at forvandle sin stav og angribe Hikaru. Det lykkes for ham at slå hende ned, før de andre Pretty Cure ankommer. Kappard fortæller historien om, hvordan hans planet blev ødelagt, fordi dens indbyggere troede de kunne komme ud det med folk fra andre planeter men endte med at blive taget for givne, så de fik det indtryk, at forskellige planeter umuligt kunne eksistere sammen. Lala fortæller Kappard, at han tager fejl, at hendes klassekammerater accepterede hende, da de fandt ud af sandheden, og at Hikaru er fin på den måde hun er. Hikaru forstår pludselig, hvad Ryo hentydede med historien om Deneb. Hun fortæller Kappard, at selv om ting ændrer sig, så vil hun stadig skinne selv, og vækker dermed sin Twinkle Imagination. Det lykkes for Pretty Cure at besejre Kappard, men han bliver transporteret væk, før Hikaru kan forliges med ham. | |                    |
| 46 | "Darknest Descends! Battle at Star Palace" "Daakunesuto Kourin! Sutaa Paresu no Koubou" (ダークネスト降臨！スターパレスの攻防)                                                        | 5. januar 2020     |
| Pretty Cure bliver kaldt til Stjernepaladset af prinsesserne for at foretage et ritual med Fuwa og Twinkle Imagination, der vil gøre det muligt for dem at bringe fred til universet. Men Pretty Cure må kæmpe mod Garouga, Tenjou og Kappard, da de angriber paladset. Det viser sig, at de er iført specielle rustninger, som Darknest har skaffet for at forvandle deres forskruede fantasi til kraft. Starscape Alliance og Eyeone slutter sig til Pretty Cure, men Hikaru forsøger at få begge sider til at indstille kampen. Men Darknest bruger Notraiders rustninger til at ødelægge paladsets barrierer og fastholde Starscape Alliance. Hun afslører sin sande identitet som den trettende stjerneprinsesse, Slangeholderen. Slangeholderen fortæller at hun blev desillusioneret af det univers, hun og de andre stjerneprinsesser skabte sammen. Hun afslører at hendes mål er at udslette det til hendes underordnedes chock, og at det var hende, der ødelagde Garougas planet. Slangeholderen får Garouga, Tenjou og Kappard under sin kontrol, før Pretty Cure opbruger deres Twinkle Imagiation til at rense dem med. Slangeholderen bruger lejligheden til at fange Fuwa og de andre stjerneprinsesser, før hun tager afsted med Stjernepaladset. | |                    |
| 47 | "Save Fuwa! The Universe Disappears Within The Great Darkness!" "Fuwa o Sukue! Kieyuku Uchuu to Ooinaru Yami!" (フワを救え！消えゆく宇宙と大いなる闇！)                               | 12. januar 2020    |
| Starscape Alliance redder alle notraiders og tager sig af dem. Garouga fortæller Pretty Cure, at Slangeholderen har taget Fuwa og stjerneprinsesserne med til deres verden for at fuldføre et ritual, som hun har brug for den til. Notraiders ikke længere teleportere sig hjem, men Topper afslører, at deres mission gjorde det muligt for dem sat finde den. Mens de er på vej dertil, forliges Pretty Cure med notraiders, som tilbyder dem at hjælpe. Da de ankommer er Slangeholderen klar til at udføre ritualet for at udslette universet, men notraiders distraherer hende, så Pretty Cure kan nå Stjernepaladset. Under kampen afslører Slangeholderen, at hun blev bortvist af de andre stjerneprinsesser, da hun var imod deres beslutning om at fordele halvdelen af deres kraft blandt alle levende væsener som fantasi. Hun fortæller også hvordan hun gradvist genvandt sine kræfter og påtog sig identiteten som Darknest for at få hævn. Hun afslører også Fuwa er en del af Stjernepaladset, der er tilsat den anden halvdel af prinsessernes kraft, og at både Fuwa og Slangeholderen vil ophøre med at eksistere, når ritualet er fuldført. Det gør Pretty Cure tilbageholdende med at kæmpe mod Slangeholderen, men Fuwa tager deres Twinkle Imagination for at kæmpe imod og ofrer sig selv for at redde universet. | |                    |
| 48 | "Overlapping Thoughts! The Star of Hope Shines Through The Darkness" "Omoi o Kasanete! Yami o Terasu Kibou no Hoshi☆" (想いを重ねて！闇を照らす希望の星☆)                             | 19. januar 2020    |
| På trods af Fuwas opofrelse lykkes det for Slangeholderen at overleve ritualet, fordi Hikarus følelser over at miste Fuwa kolliderer med det. Slangeholderen begynder ritualet for at dække universet i mørke og udslette det, men det lykkes for Pretty Cure at overleve takket være kraften fra deres smykker. Mens de befinder sig i mørket, bliver Hikaru klar over, at Fuwa og universet stadig eksisterer i deres hjerter og sværger fortsat at beskytte det. Det lykkes for Pretty Cure at forvandle sig til deres Twinkle Styles og konfrontere Slangeholderen, idet de afslører at fantasiens kraft er helt deres egen. Pretty Cure besejrer Slangeholderen og genskaber universet. Da Slangeholderen spørger, hvorfor hun blev sparet, fortæller Hikaru at hun vil have hende til at se det univers de skaber. Slangeholderen erkender nederlaget og tager væk men sværger at vende tilbage, hvis tingene bliver forvrængede igen. Pretty Cures nye kraft fra fantasien gør det muligt for dem at bringe Fuwa tilbage, men hun kan ikke længere teleportere. Prinsesserne går med til at tage sig af Fuwa på paladset, men Hikaru, Elena og Madoka må tilbage til Jorden og må derfor sige farvel til Yuni og Lala. Hikaru tager en tårevædet afsked med Lala, før de tager væk gennem en portal, som Garouga har skabt ved at bruge Slangeholderens beskadigede armbånd. Tilbage på Jorden sværger Hikaru, Elena og Madoka at ville se deres venner igen en dag. | |                    |
| 49 | "Draw it Into the Universe! My Own Imagination" "Sora ni Egakou! Watashi Dake no Imajineeshon☆" (宇宙に描こう！ワタシだけのイマジネーション☆)                                         | 26. januar 2020    |
| Hikaru, Elena og Madoka hygger sig en dag, mens de tænker på deres venner i Starscape. Hikaru har lige gjort et tegning af gruppen færdig, da en portal pludselig åbnes, og Lalas raket kommer igennem med Lala, Yuni, Prunce og Fuwa, der har genvundet sine kræfter. Fuwa giver pigerne deres smykker igen, så Lala kan tale med Hikaru. De hører så om, hvad hinanden har lavet. Yuni har genskabt planeten Rainbow takket være Eyeones hjælp, Lala har introduceret vaner fra Jorden på Samaan, og Madoka har besluttet ikke at studere i udlandet, mens Elena vil. AI afbryder dem for at minde Lala om hendes undersøgelse. Lala forklarer at da Garouga sendte dem tilbage til Jorden, kom en prototype-notraider-maske med, og Lala har fået til opgave at få fat på den. Men Fuyuki har allerede fundet den og givet den til Hikarus far, der er ekspert i UMA. Han bliver ophidset og tager masken omvendt på, så han bliver forvandlet til et notray. Pigerne forvandler sig og besejrer notrayen med hjælp fra en ny Pretty Cure, Cure Grace. Men før Hikaru kan finde ud af mere om Cure Grace, vågner hun op, for hun har drømt det hele. Den voksne Hikaru forbereder sig på at blive en astronaut på Japans første bemandede rumflyvning. Elena forklarer tingene til medierne, mens Madoka er leder af rumagenturet og overvåger affyringen. Hikaru fortæller Madoka om drømmen og håber, at hun er på vej til at overholde sit løfte til Lala. På planeten Rainbow besøger Lala imens Yuni. Rainbow trives takket være Eyeones hjælp, mens Lala har rejst rundt i Starscape. Yuni og Lala spekulerer på, hvornår Hikaru vil opfylde hendes løfte, da de får en meddelelse fra Prunce om Fuwa. Tilbage på Jorden bliver Hikaru sendt ud i rummet med raketten. Da hun er kommet i kredsløb, ser Hikaru ud af vinduet. Hun hører Fuwas stemme og smiler, da hun ser lyset fra en portal gennem vinduet. | |                    |